# Zale obliqua
Zale obliqua är en fjärilsart som beskrevs av Achille Guenée 1952. Zale obliqua ingår i släktet Zale och familjen nattflyn. Inga underarter finns listade i Catalogue of Life.